# Félix Aroux
Félix Aroux, nom de convenance de Guillaume-Félix Aroux, né le 30 avril 1802 à Yébleron et mort le 29 août 1875 à Foucart, est un industriel, fabricant innovateur de drap à Elbeuf avant de devenir horticulteur et journaliste positiviste français. 

## Biographie
Félix Aroux débute dans la draperie à Elbeuf comme commis de fabrique. À 24 ans, il s'installe manufacturier de draperie à Elbeuf, d'abord avec des associés, et depuis 1840 seul propriétaire. Cofondateur, en 1839-1840, de la Société de bienfaisance pour l'emploi des déchets de fabrique, il s'occupe activement du bien-être des ouvrières. 
Il réussit en affaires : en 1844, il est avec 400 ouvriers le 5e grand producteur de la ville. En plus de la maison et les ateliers à Elbeuf, il a des propriétés à Caudebec-en-Caux, Montaure, Louviers, Foucart et Paris . 
Félix Aroux investit dans la création de nouveaux tissus. Il obtient en 1837 un brevet pour un tissu élastique en pure laine à côtes transversales. Ainsi, il est le premier à introduire à Elbeuf la fabrication du drap de côte (sorte de velours côtelé),.
En 1844, il introduit une machine à vapeur de faible consommation de charbon. À l'exposition des produits de l'industrie française de 1844, il obtient la médaille d'or pour sa contribution au progrès de l'industrie drapière. 
En 1846, il fait une expérience avec une trieuse mécanique anglaise. Cette mécanisation du travail cause une émeute à Elbeuf : les ouvriers attaquent en mai l'usine d'Aroux et maltraitent son mécanicien anglais,,.  
En 1848, il s'essaye à la politique, mais en réalisant que ses idées ne sont difficilement conciliables avec sa position de patron, il se retire des affaires. Aroux avait des idées socialistes et il « envisageait soit le partage de ses biens entre ses ouvriers, soit la constitution de sa fabrique en coopérative ouvrière de production ».  
Il est déjà retraité quand il est poursuivi après le coup d'État du 2 décembre 1851 à cause de ses opinions socialistes. Il est condamné et emprisonné, ensuite gracié en avril 1852.
Il s'essaye à l'horticulture, ce qui lui vaut un article sur la collection de ses chrysanthèmes. Il développe aussi une nouvelle méthode de semence, ce qu'il fait breveter.
En 1867, il devient adepte du positivisme, courant philosophique du milieu du XIXe siècle, et participe au premier numéro du journal Philosophie positive d'Émile Littré. 
Sa carrière journalistique est pourtant restée maigre ; quelques textes sur le socialisme et les émeutes d'Elbeuf. Après une longue maladie, il meurt en 1875 à Foucart, où il est enterré.
Félix Aroux s'est marié le 4 novembre 1834 à Rouen avec Marie-Thérèse Lemarchand,. Le couple est resté sans enfant. 
Un des frères de Félix, Isidore Aroux, était aussi fabricant de draperie à Elbeuf.

## Œuvres
- 1848 : Idée nouvelle sur la question du travail, sa solution ainsi que les moyens d'anéantir les hopitaux et les maisons de bienfaisance, N. Chaix.
- 1848 : Organisation électorale et de la fraternité, N. Chaix.
- 1858 : Nouvelle méthode de culture et d'ensemencement des céréales, Rouen, D. Brière.
- 1858 : Nouvelle méthode de culture du colza, Rouen, D. Brière.
- 1867 : « Comment on devient positiviste », La Philosophie positive: revue, volume 1, 1867 [lire en ligne].
- 1870 : Ce que c'est-ce que le socialisme [lire en ligne].
- 1873 : L'égratonneuse de laine ; l'émeute dont elle a été le prétexte à Elbeuf et ses conséquences, Paris, G. Baillière.
- 1875 : « Dernières pensées d'un mourant positiviste », La Philosophie positive: revue, volume 15, 1875  p. 449-450.